# (4644) Oumu
(4644) Oumu (1990 SR3) – planetoida z pasa głównego asteroid okrążająca Słońce w ciągu 4,21 lat w średniej odległości 2,61 j.a. Odkryta 16 września 1990 roku.